# Karin Rutz-Gießelmann
Karin Rutz-Gießelmann (* 16. Januar 1948 in Offenburg als Karin Gießelmann) ist eine  ehemalige deutsche Fechterin, mehrfache Deutsche Meisterin und Teilnehmerin an den Olympischen Spielen. Sie focht beim FC Tauberbischofsheim.

## Erfolge
Gießelmann kam mit elf Jahren nach Tauberbischofsheim, wo sie von Emil Beck trainiert wurde. 1967 wurde sie deutsche Juniorenmeisterin im Damenflorett, 1969 und 1972 deutsche Meisterin der Aktiven. 1971 wurde sie Vizemeisterin, 1973 belegte sie (als Karin Rutz) nochmals den dritten Platz bei einer deutschen Meisterschaft.
Bei den Olympischen Spielen 1972 in München nahm Gießelmann im Einzel und mit der Mannschaft teil. Mit der Mannschaft (Gießelmann, Gudrun Theuerkauff, Irmela Broniecki, Monika Pulch, Erika Bethmann) belegte sie den fünften Platz, im Einzel schied sie in der ersten Runde aus. Bei den Sommerspielen 1976 in Montreal war sie nochmals Teil der Damenflorett-Mannschaft und wurde zusammen mit Cornelia Hanisch, Ute Kircheis-Wessel, Brigitte Oertel und Jutta Höhne Vierte. Zusammen mit Brigitte Oertel, Ute Kircheis und Cornelia Hanisch wurde sie Mannschafts-Vizeweltmeisterin hinter der Mannschaft der UdSSR bei den Weltmeisterschaften des Jahres 1977.
Karin Rutz-Gießelmann ist mit dem Zahnarzt Klaus Rutz verheiratet, der ebenfalls badischer Meister im Fechten war. Sie haben eine Tochter.